# Trojačka
Trojačka är ett berg i Tjeckien. Det ligger i den östra delen av landet, 290 km öster om huvudstaden Prag. Toppen på Trojačka är 987 meter över havet, eller 178 meter över den omgivande terrängen. Bredden vid basen är 5,8 km.
Terrängen runt Trojačka är huvudsakligen lite kuperad.Runt Trojačka är det ganska glesbefolkat, med 42 invånare per kvadratkilometer. Närmaste större samhälle är Frýdlant nad Ostravicí, 16,1 km norr om Trojačka. I omgivningarna runt Trojačka växer i huvudsak blandskog.